# Hunter S. Thompson
Hunter Stockton Thompson (Louisville, Kentucky, 18 de juliol de 1937 - Woody Creek, Colorado, 20 de febrer de 2005), conegut com a Hunter S. Thompson, fou un periodista i escriptor americà cèlebre per ser el creador de l'anomenat periodisme gonzo, un estil de reporterisme en què el periodista s'involucra de tal manera en l'acció que ell mateix esdevé una de les figures principals de la història.

## Biografia
Thompson començà la carrera periodística en l'àmbit de l'esport per al diari de la base de les Forces Aèries de Florida, l'any 1956. Dos anys més tard, el van expulsar de l'exèrcit i va estar-se un temps viatjant per l'Amèrica Central i per l'Amèrica del Sud. A partir de l'any 1970 va col·laborar de forma assídua a Rolling Stone. Entre les seves obres destaquen The Hells Angels: The Strange and Terrible Saga of the Outlaw Motorcycle Gangs –on explica la seva experiència en una banda de motoristes– i Fear and Loathing in Las Vegas. A Savage Journey to the Heart of the American Dream –màxima expressió del que anomenà estil “gonzo”–, a més de The rum diary (1959) i The Proud Highway (1988).